# Currie Cup (1998)
Currie Cup 1998 – sześćdziesiąta edycja Currie Cup, najwyższego poziomu rozgrywek w rugby union w Południowej Afryce. Zawody odbyły się w dniach 8 lipca – 29 października 1998 roku.

## Faza grupowa
| 8 lipca 1998 | Western Transvaal | 10:34 | Golden Lions | Olën Park, Potchefstroom |
| 8 lipca 1998 |                   | 10:34 |              | Olën Park, Potchefstroom |

| 9 lipca 1998 | Griqualand West | 87:14 | Border Bulldogs | Absa Park, Kimberley |
| 9 lipca 1998 |                 | 87:14 |                 | Absa Park, Kimberley |

| 15 lipca 1998 | Boland Cavaliers | 14:9(7:3) | Northern Free State | Boland Stadium, Wellington |
| 15 lipca 1998 |                  | 14:9(7:3) |                     | Boland Stadium, Wellington |

| 15 lipca 1998 | Golden Lions | 26:27 | SWD Eagles | Ellis Park, Johannesburg |
| 15 lipca 1998 |              | 26:27 |            | Ellis Park, Johannesburg |

| 16 lipca 1998 | Free State Cheetahs | 40:13 | Falcons | Vodacom Park, Bloemfontein |
| 16 lipca 1998 |                     | 40:13 |         | Vodacom Park, Bloemfontein |

| 16 lipca 1998 | Border Bulldogs | 15:23 | Western Transvaal | Waverley Park, East London |
| 16 lipca 1998 |                 | 15:23 |                   | Waverley Park, East London |

| 16 lipca 1998 | Eastern Province | 26:35 | Blue Bulls | PE Stadium, Port Elizabeth |
| 16 lipca 1998 |                  | 26:35 |            | PE Stadium, Port Elizabeth |

| 16 lipca 1998 | Western Province | 24:21 | Griqualand West | Newlands Stadium, Kapsztad |
| 16 lipca 1998 |                  | 24:21 |                 | Newlands Stadium, Kapsztad |

| 17 lipca 1998 | Pumas | 17:31 | Natal Sharks | Johann van Riebeeck Stadium, Witbank |
| 17 lipca 1998 |       | 17:31 |              | Johann van Riebeeck Stadium, Witbank |

| 22 lipca 1998 | Western Transvaal | 7:57 | Western Province | Olën Park, Potchefstroom |
| 22 lipca 1998 |                   | 7:57 |                  | Olën Park, Potchefstroom |

| 23 lipca 1998 | Northern Free State | 34:33 | Free State Cheetahs | North West Stadium, Welkom |
| 23 lipca 1998 |                     | 34:33 |                     | North West Stadium, Welkom |

| 23 lipca 1998 | Falcons | 19:17 | Golden Lions | Bosman Stadium, Brakpan |
| 23 lipca 1998 |         | 19:17 |              | Bosman Stadium, Brakpan |

| 23 lipca 1998 | SWD Eagles | 44:16 | Pumas | Outeniqua Park, George |
| 23 lipca 1998 |            | 44:16 |       | Outeniqua Park, George |

| 23 lipca 1998 | Griqualand West | 18:15 | Blue Bulls | Absa Park, Kimberley |
| 23 lipca 1998 |                 | 18:15 |            | Absa Park, Kimberley |

| 23 lipca 1998 | Natal Sharks | 43:24 | Eastern Province | University of Natal, Durban |
| 23 lipca 1998 |              | 43:24 |                  | University of Natal, Durban |

| 24 lipca 1998 | Border Bulldogs | 29:19 | Boland Cavaliers | Waverley Park, East London |
| 24 lipca 1998 |                 | 29:19 |                  | Waverley Park, East London |

| 29 lipca 1998 | Free State Cheetahs | 36:18(18:12) | Border Bulldogs | Vodacom Park, Bloemfontein |
| 29 lipca 1998 |                     | 36:18(18:12) |                 | Vodacom Park, Bloemfontein |

| 30 lipca 1998 | Golden Lions | 54:9(25:0) | Northern Free State | Ellis Park, Johannesburg |
| 30 lipca 1998 |              | 54:9(25:0) |                     | Ellis Park, Johannesburg |

| 30 lipca 1998 | Pumas | 10:20(0:10) | Falcons | Johann van Riebeeck Stadium, Witbank |
| 30 lipca 1998 |       | 10:20(0:10) |         | Johann van Riebeeck Stadium, Witbank |

| 30 lipca 1998 | Natal Sharks | 17:23(7:10) | Griqualand West | University of Natal, Durban |
| 30 lipca 1998 |              | 17:23(7:10) |                 | University of Natal, Durban |

| 30 lipca 1998 | Blue Bulls | 68:11(32:6) | Western Transvaal | Loftus Versfeld Stadium, Pretoria |
| 30 lipca 1998 |            | 68:11(32:6) |                   | Loftus Versfeld Stadium, Pretoria |

| 31 lipca 1998 | Eastern Province | 11:13(8:6) | SWD Eagles | PE Stadium, Port Elizabeth |
| 31 lipca 1998 |                  | 11:13(8:6) |            | PE Stadium, Port Elizabeth |

| 5 sierpnia 1998 | Griqualand West | 46:8 | Western Transvaal | Absa Park, Kimberley |
| 5 sierpnia 1998 |                 | 46:8 |                   | Absa Park, Kimberley |

| 5 sierpnia 1998 | Blue Bulls | 48:3 | Pumas | Loftus Versfeld Stadium, Pretoria |
| 5 sierpnia 1998 |            | 48:3 |       | Loftus Versfeld Stadium, Pretoria |

| 6 sierpnia 1998 | Golden Lions | 11:10 | Natal Sharks | Ellis Park, Johannesburg Widzów: 5 230 |
| 6 sierpnia 1998 |              | 11:10 |              | Ellis Park, Johannesburg Widzów: 5 230 |

| 6 sierpnia 1998 | Northern Free State | 21:27 | Border Bulldogs | North West Stadium, Welkom |
| 6 sierpnia 1998 |                     | 21:27 |                 | North West Stadium, Welkom |

| 6 sierpnia 1998 | Falcons | 39:17 | Boland Cavaliers | Bosman Stadium, Brakpan |
| 6 sierpnia 1998 |         | 39:17 |                  | Bosman Stadium, Brakpan |

| 6 sierpnia 1998 | Western Province | 34:30 | Eastern Province | Newlands Stadium, Kapsztad |
| 6 sierpnia 1998 |                  | 34:30 |                  | Newlands Stadium, Kapsztad |

| 7 sierpnia 1998 | SWD Eagles | 27:38 | Free State Cheetahs | Outeniqua Park, George |
| 7 sierpnia 1998 |            | 27:38 |                     | Outeniqua Park, George |

| 11 sierpnia 1998 | Free State Cheetahs | 27:23 | Pumas | Vodacom Park, Bloemfontein |
| 11 sierpnia 1998 |                     | 27:23 |       | Vodacom Park, Bloemfontein |

| 12 sierpnia 1998 | Boland Cavaliers | 29:19 | Eastern Province | Boland Stadium, Wellington |
| 12 sierpnia 1998 |                  | 29:19 |                  | Boland Stadium, Wellington |

| 12 sierpnia 1998 | Falcons | 17:13 | Western Province | Bosman Stadium, Brakpan |
| 12 sierpnia 1998 |         | 17:13 |                  | Bosman Stadium, Brakpan |

| 12 sierpnia 1998 | Western Transvaal | 25:14 | Northern Free State | Olën Park, Potchefstroom |
| 12 sierpnia 1998 |                   | 25:14 |                     | Olën Park, Potchefstroom |

| 12 sierpnia 1998 | SWD Eagles | 29:32 | Blue Bulls | Outeniqua Park, George |
| 12 sierpnia 1998 |            | 29:32 |            | Outeniqua Park, George |

| 19 sierpnia 1998 | Pumas | 21:44 | Golden Lions | Johann van Riebeeck Stadium, Witbank |
| 19 sierpnia 1998 |       | 21:44 |              | Johann van Riebeeck Stadium, Witbank |

| 19 sierpnia 1998 | Eastern Province | 20:7 | Free State Cheetahs | PE Stadium, Port Elizabeth |
| 19 sierpnia 1998 |                  | 20:7 |                     | PE Stadium, Port Elizabeth |

| 19 sierpnia 1998 | Western Province | 31:7 | Northern Free State | Newlands Stadium, Kapsztad |
| 19 sierpnia 1998 |                  | 31:7 |                     | Newlands Stadium, Kapsztad |

| 19 sierpnia 1998 | Blue Bulls | 27:22 | Falcons | Loftus Versfeld Stadium, Pretoria |
| 19 sierpnia 1998 |            | 27:22 |         | Loftus Versfeld Stadium, Pretoria |

| 19 sierpnia 1998 | Natal Sharks | 15:14 | SWD Eagles | University of Natal, Durban |
| 19 sierpnia 1998 |              | 15:14 |            | University of Natal, Durban |

| 21 sierpnia 1998 | Boland Cavaliers | 17:13 | Griqualand West | Boland Stadium, Wellington |
| 21 sierpnia 1998 |                  | 17:13 |                 | Boland Stadium, Wellington |

| 26 sierpnia 1998 | Northern Free State | 5:28(0:8) | Blue Bulls | North West Stadium, Welkom |
| 26 sierpnia 1998 |                     | 5:28(0:8) |            | North West Stadium, Welkom |

| 26 sierpnia 1998 | Falcons | 29:40(13:14) | Natal Sharks | Bosman Stadium, Brakpan |
| 26 sierpnia 1998 |         | 29:40(13:14) |              | Bosman Stadium, Brakpan |

| 27 sierpnia 1998 | Western Transvaal | 34:36(24:17) | Boland Cavaliers | Rustenburg Platina Rugby Club, Rustenburg |
| 27 sierpnia 1998 |                   | 34:36(24:17) |                  | Rustenburg Platina Rugby Club, Rustenburg |

| 27 sierpnia 1998 | Golden Lions | 43:22(26:7) | Eastern Province | Ellis Park, Johannesburg |
| 27 sierpnia 1998 |              | 43:22(26:7) |                  | Ellis Park, Johannesburg |

| 27 sierpnia 1998 | Griqualand West | 48:28 | Free State Cheetahs | Absa Park, Kimberley |
| 27 sierpnia 1998 |                 | 48:28 |                     | Absa Park, Kimberley |

| 28 sierpnia 1998 | Border Bulldogs | 14:15(0:12) | Western Province | Waverley Park, East London |
| 28 sierpnia 1998 |                 | 14:15(0:12) |                  | Waverley Park, East London |

| 2 września 1998 | Free State Cheetahs | 89:25 | Western Transvaal | Vodacom Park, Bloemfontein Widzów: 751 |
| 2 września 1998 |                     | 89:25 |                   | Vodacom Park, Bloemfontein Widzów: 751 |

| 3 września 1998 | Natal Sharks | 57:3(38:3) | Northern Free State | University of Natal, Durban Widzów: 750 |
| 3 września 1998 |              | 57:3(38:3) |                     | University of Natal, Durban Widzów: 750 |

| 3 września 1998 | SWD Eagles | 21:21(13:14) | Falcons | Outeniqua Park, George Widzów: 5 500 |
| 3 września 1998 |            | 21:21(13:14) |         | Outeniqua Park, George Widzów: 5 500 |

| 3 września 1998 | Eastern Province | 20:17(10:10) | Pumas | PE Stadium, Port Elizabeth Widzów: 4 000 |
| 3 września 1998 |                  | 20:17(10:10) |       | PE Stadium, Port Elizabeth Widzów: 4 000 |

| 3 września 1998 | Blue Bulls | 59:21(28:0) | Border Bulldogs | Loftus Versfeld Stadium, Pretoria Widzów: 2 500 |
| 3 września 1998 |            | 59:21(28:0) |                 | Loftus Versfeld Stadium, Pretoria Widzów: 2 500 |

| 3 września 1998 | Western Province | 25:39 | Boland Cavaliers | Newlands Stadium, Kapsztad Widzów: 1 500 |
| 3 września 1998 |                  | 25:39 |                  | Newlands Stadium, Kapsztad Widzów: 1 500 |

| 4 września 1998 | Griqualand West | 36:16(15:3) | Golden Lions | Absa Park, Kimberley Widzów: 1 000 |
| 4 września 1998 |                 | 36:16(15:3) |              | Absa Park, Kimberley Widzów: 1 000 |

| 9 września 1998 | Northern Free State | 19:52 | Griqualand West | North West Stadium, Welkom Widzów: 2 000 |
| 9 września 1998 |                     | 19:52 |                 | North West Stadium, Welkom Widzów: 2 000 |

| 9 września 1998 | Boland Cavaliers | 22:31(12:21) | SWD Eagles | Boland Stadium, Wellington Widzów: 1 500 |
| 9 września 1998 |                  | 22:31(12:21) |            | Boland Stadium, Wellington Widzów: 1 500 |

| 10 września 1998 | Border Bulldogs | 26:50(5:31) | Falcons | Waverley Park, East London |
| 10 września 1998 |                 | 26:50(5:31) |         | Waverley Park, East London |

| 10 września 1998 | Western Transvaal | 15:64(3:7) | Eastern Province | Olën Park, Potchefstroom Widzów: 3 000 |
| 10 września 1998 |                   | 15:64(3:7) |                  | Olën Park, Potchefstroom Widzów: 3 000 |

| 10 września 1998 | Free State Cheetahs | 19:19(10:13) | Natal Sharks | Vodacom Park, Bloemfontein Widzów: 3 000 |
| 10 września 1998 |                     | 19:19(10:13) |              | Vodacom Park, Bloemfontein Widzów: 3 000 |

| 10 września 1998 | Golden Lions | 12:20(0:20) | Blue Bulls | Ellis Park, Johannesburg |
| 10 września 1998 |              | 12:20(0:20) |            | Ellis Park, Johannesburg |

| 11 września 1998 | Pumas | 19:31(7:10) | Western Province | Johann van Riebeeck Stadium, Witbank |
| 11 września 1998 |       | 19:31(7:10) |                  | Johann van Riebeeck Stadium, Witbank |

| 16 września 1998 | Pumas | 62:17 | Western Transvaal | Johann van Riebeeck Stadium, Witbank Widzów: 2 000 |
| 16 września 1998 |       | 62:17 |                   | Johann van Riebeeck Stadium, Witbank Widzów: 2 000 |

| 16 września 1998 | Falcons | 62:24 | Northern Free State | Bosman Stadium, Brakpan Widzów: 500 |
| 16 września 1998 |         | 62:24 |                     | Bosman Stadium, Brakpan Widzów: 500 |

| 17 września 1998 | SWD Eagles | 52:16 | Border Bulldogs | Outeniqua Park, George Widzów: 2 000 |
| 17 września 1998 |            | 52:16 |                 | Outeniqua Park, George Widzów: 2 000 |

| 17 września 1998 | Eastern Province | 12:19 | Griqualand West | PE Stadium, Port Elizabeth Widzów: 500 |
| 17 września 1998 |                  | 12:19 |                 | PE Stadium, Port Elizabeth Widzów: 500 |

| 17 września 1998 | Golden Lions | 35:42 | Western Province | Ellis Park, Johannesburg Widzów: 2 000 |
| 17 września 1998 |              | 35:42 |                  | Ellis Park, Johannesburg Widzów: 2 000 |

| 18 września 1998 | Natal Sharks | 55:14 | Boland Cavaliers | University of Natal, Durban Widzów: 1 500 |
| 18 września 1998 |              | 55:14 |                  | University of Natal, Durban Widzów: 1 500 |

| 23 września 1998 | Griqualand West | 64:7 | Pumas | Absa Park, Kimberley Widzów: 750 |
| 23 września 1998 |                 | 64:7 |       | Absa Park, Kimberley Widzów: 750 |

| 24 września 1998 | Northern Free State | 25:46(13:13) | SWD Eagles | North West Stadium, Welkom Widzów: 4 000 |
| 24 września 1998 |                     | 25:46(13:13) |            | North West Stadium, Welkom Widzów: 4 000 |

| 24 września 1998 | Border Bulldogs | 21:36 | Natal Sharks | Waverley Park, East London Widzów: 2 500 |
| 24 września 1998 |                 | 21:36 |              | Waverley Park, East London Widzów: 2 500 |

| 24 września 1998 | Boland Cavaliers | 3:57 | Blue Bulls | Boland Stadium, Wellington Widzów: 2 000 |
| 24 września 1998 |                  | 3:57 |            | Boland Stadium, Wellington Widzów: 2 000 |

| 25 września 1998 | Western Province | 17:24 | Free State Cheetahs | Newlands Stadium, Kapsztad Widzów: 4 500 |
| 25 września 1998 |                  | 17:24 |                     | Newlands Stadium, Kapsztad Widzów: 4 500 |

| 30 września 1998 | Northern Free State | 13:43 | Pumas | North West Stadium, Welkom |
| 30 września 1998 |                     | 13:43 |       | North West Stadium, Welkom |

| 30 września 1998 | SWD Eagles | 14:33 | Griqualand West | Outeniqua Park, George |
| 30 września 1998 |            | 14:33 |                 | Outeniqua Park, George |

| 1 października 1998 | Border Bulldogs | 5:12 | Golden Lions | Waverley Park, East London |
| 1 października 1998 |                 | 5:12 |              | Waverley Park, East London |

| 1 października 1998 | Falcons | 21:10 | Eastern Province | Bosman Stadium, Brakpan |
| 1 października 1998 |         | 21:10 |                  | Bosman Stadium, Brakpan |

| 1 października 1998 | Blue Bulls | 20:38 | Western Province | Loftus Versfeld Stadium, Pretoria |
| 1 października 1998 |            | 20:38 |                  | Loftus Versfeld Stadium, Pretoria |

| 1 października 1998 | Western Transvaal | 24:57 | Natal Sharks | Olën Park, Potchefstroom |
| 1 października 1998 |                   | 24:57 |              | Olën Park, Potchefstroom |

| 2 października 1998 | Boland Cavaliers | 19:59 | Free State Cheetahs | Boland Stadium, Wellington |
| 2 października 1998 |                  | 19:59 |                     | Boland Stadium, Wellington |

| 7 października 1998 | Pumas | 19:0 | Boland Cavaliers | Johann van Riebeeck Stadium, Witbank |
| 7 października 1998 |       | 19:0 |                  | Johann van Riebeeck Stadium, Witbank |

| 8 października 1998 | Eastern Province | 35:8 | Border Bulldogs | PE Stadium, Port Elizabeth |
| 8 października 1998 |                  | 35:8 |                 | PE Stadium, Port Elizabeth |

| 8 października 1998 | Western Transvaal | 22:43 | Falcons | Olën Park, Potchefstroom |
| 8 października 1998 |                   | 22:43 |         | Olën Park, Potchefstroom |

| 8 października 1998 | Natal Sharks | 24:19 | Blue Bulls | University of Natal, Durban |
| 8 października 1998 |              | 24:19 |            | University of Natal, Durban |

| 8 października 1998 | Free State Cheetahs | 34:18 | Golden Lions | Vodacom Park, Bloemfontein |
| 8 października 1998 |                     | 34:18 |              | Vodacom Park, Bloemfontein |

| 8 października 1998 | Western Province | 20:8 | SWD Eagles | Newlands Stadium, Kapsztad |
| 8 października 1998 |                  | 20:8 |            | Newlands Stadium, Kapsztad |

| 14 października 1998 | Pumas | 27:22 | Border Bulldogs | Johann van Riebeeck Stadium, Witbank |
| 14 października 1998 |       | 27:22 |                 | Johann van Riebeeck Stadium, Witbank |

| 14 października 1998 | Golden Lions | 67:24 | Boland Cavaliers | Ellis Park, Johannesburg |
| 14 października 1998 |              | 67:24 |                  | Ellis Park, Johannesburg |

| 15 października 1998 | Western Province | 24:6 | Natal Sharks | Newlands Stadium, Kapsztad Widzów: 2 000 |
| 15 października 1998 |                  | 24:6 |              | Newlands Stadium, Kapsztad Widzów: 2 000 |

| 15 października 1998 | Blue Bulls | 33:19 | Free State Cheetahs | Loftus Versfeld Stadium, Pretoria |
| 15 października 1998 |            | 33:19 |                     | Loftus Versfeld Stadium, Pretoria |

| 15 października 1998 | Eastern Province | 52:29 | Northern Free State | PE Stadium, Port Elizabeth |
| 15 października 1998 |                  | 52:29 |                     | PE Stadium, Port Elizabeth |

| 15 października 1998 | Griqualand West | 18:25 | Falcons | Absa Park, Kimberley |
| 15 października 1998 |                 | 18:25 |         | Absa Park, Kimberley |

| 15 października 1998 | SWD Eagles | 52:15 | Western Transvaal | Outeniqua Park, George |
| 15 października 1998 |            | 52:15 |                   | Outeniqua Park, George |

## Faza pucharowa
|  |                      |                  |                  |                      |    |            |            |       |
|  | Półfinał             | Półfinał         | Półfinał         |                      |    | Finał      | Finał      | Finał |
|  | Półfinał             | Półfinał         | Półfinał         |                      |    | Finał      | Finał      | Finał |
|  | 22 października 1998 |                  |                  |                      |    |            |            |       |
|  |                      |                  |                  |                      |    |            |            |       |
|  | Blue Bulls           | Blue Bulls       | 31               |                      |    |            |            |       |
|  | Blue Bulls           | Blue Bulls       | 31               | 29 października 1998 |    |            |            |       |
|  | Natal Sharks         | Natal Sharks     | 17               |                      |    |            |            |       |
|  | Natal Sharks         | Natal Sharks     | 17               |                      |    | Blue Bulls | Blue Bulls | 24    |
|  | 22 października 1998 |                  |                  |                      |    | Blue Bulls | Blue Bulls | 24    |
|  |                      |                  | Western Province | Western Province     | 20 |            |            |       |
|  | Griqualand West      | Griqualand West  | Western Province | Western Province     | 20 | 11         |            |       |
|  | Griqualand West      | Griqualand West  |                  |                      |    |            |            |       |
|  | Western Province     | Western Province | 27               |                      |    |            |            |       |
|  | Western Province     | Western Province | 27               |                      |    |            |            |       |

| 22 października 1998 | Blue Bulls | 31:17 | Natal Sharks | Loftus Versfeld Stadium, Pretoria |
| 22 października 1998 |            | 31:17 |              | Loftus Versfeld Stadium, Pretoria |

| 22 października 1998 | Griqualand West | 11:27 | Western Province | Absa Park, Kimberley |
| 22 października 1998 |                 | 11:27 |                  | Absa Park, Kimberley |

| 29 października 1998 | Blue Bulls | 24:20 | Western Province | Loftus Versfeld Stadium, Pretoria Sędzia: André Watson |
| 29 października 1998 |            | 24:20 |                  | Loftus Versfeld Stadium, Pretoria Sędzia: André Watson |